# Fascia antébrachial
Le fascia antébrachial est la gaine fasciale superficielle de l'avant-bras.

## Description
Le fascia antébrachial est en continuité en haut avec le fascia brachial et en bas avec le rétinaculum des fléchisseurs et le rétinaculum des extenseurs. Une partie épaissie sur la face palmaire du poignet forme le ligament palmaire du carpe.
Il s'insère en arrière à l'olécrane et au bord dorsal de l'ulna.
De sa face profonde se dégagent de nombreux septums intermusculaires. En particulier deux septums, latéral et médial, qui séparent les loges antébrachiales antérieure et postérieure et qui s’insèrent sur les bords postérieurs du radius et de l'ulna.
Il est plus épais sur sa face postérieure et dans sa partie inférieure. Il est renforcé en haut par des fibres tendineuses dérivées du muscle biceps brachial en avant et du muscle triceps brachial en arrière.